# Piera Martell
Piera Martell (* 2. Juli 1943 in Jona, Kanton St. Gallen) ist eine ehemalige Schweizer Schlagersängerin.

## Leben und Wirken
Trotz des letzten Platzes im Eurovision Song Contest 1974 mit dem Lied Mein Ruf nach Dir konnte sie in der Folge eine gewisse Prominenz in der Schweiz erreichen, unter anderem durch Auftritte im Fernsehen. Es folgten einige internationale Auftritte. 1976 beteiligte sie sich an der deutschen Vorentscheidung zum Eurovision Song Contest, wurde mit dem Lied Ein neuer Tag aber nur Vorletzte.
Ab 1981 erfolgte ihr Rückzug aus dem Showgeschäft, Auftritte fanden nur noch im kleineren Rahmen statt.